# Coleroa
Coleroa Rabenh.  – rodzaj workowców z rodziny Venturiaceae.

## Systematyka i nazewnictwo
Pozycja w klasyfikacji według Index Fungorum: Venturiaceae, Venturiales, Pleosporomycetidae, Dothideomycetes, Pezizomycotina, Ascomycota, Fungi.
Synonimy: Aphysa Theiss. & Syd., Cyphospilea Syd., Hormotheca Bonord. 

## Gatunki występujące w Polsce
- Coleroa alchemillae (Grev.) G. Winter 1885
- Coleroa chaetomium (Kunze) Rabenh. 1850
- Coleroa circinans (Fr.) G. Winter 1885
- Coleroa pusiola (P. Karst.) Sivan. 1975
- Coleroa robertiani (Fr.) E. Müll. 1962

Nazwy naukowe na podstawie Index Fungorum. Wykaz gatunków według Mułenko i in.